# Hermannschacht (Wernigerode)

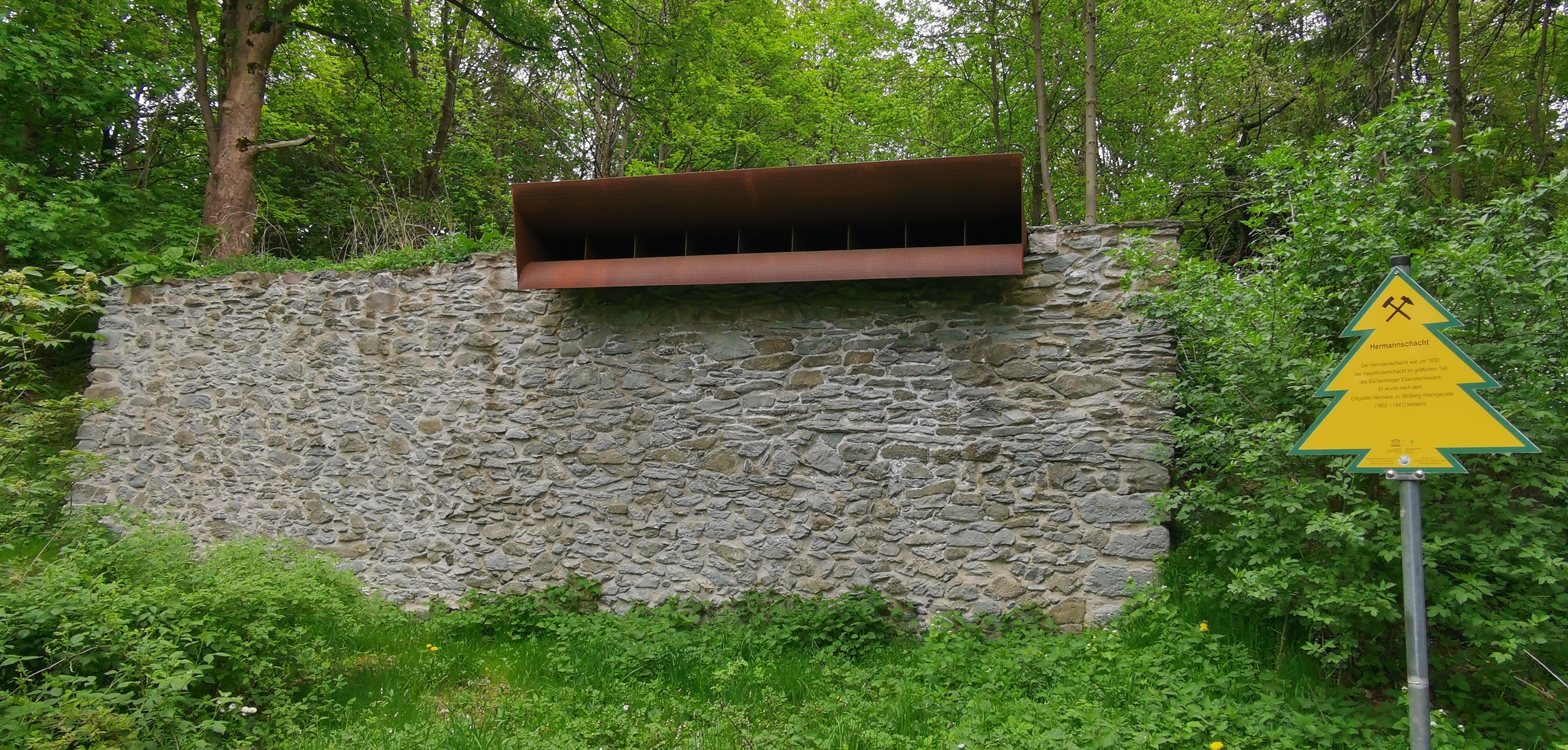
Hermannschacht mit Einflug für Fledermäuse

Der Hermannschacht in der Montanregion Harz ist ein in der ersten Hälfte des 19. Jahrhunderts bis in das 20. Jahrhundert betriebenes Bergwerk auf dem Gebiet der Stadt Wernigerode im Landkreis Harz in Sachsen-Anhalt. Der Schacht lag am Rand des Bergreviers Elbingerode auf dem Büchenberg (Harz). Die Reste der Schachtanlage sind heute ein Bergbaudenkmal. Der neue, im Winter 2017/18 eingebaute Schachtdeckel mit den markanten Einfluglöchern dient als Quartier für Fledermäuse. Der Hermannschacht ist eine Station des Elbingeröder Bergbaulehrpfades im Harz und liegt im Naturschutzgebiet Stollensystem Büchenberg bei Elbingerode.

## Namensgeber
Der Hermannschacht erhielt seinen Namen nach dem Erbgrafen Hermann zu Stolberg-Wernigerode, Sohn des Grafen Henrich zu Stolberg-Wernigerode, dem Begründer der Henrichshütte in Hattingen.